# Jüri Kukk
Jüri Kukk (ur. 1 maja 1940 w Parnawie, zm. 27 marca 1981 w Wołogdzie) – estoński działacz demokratyczny oraz chemik. Ofiara represji komunistycznych.

## Życiorys
Studiował w latach 1958-1963 chemię na uniwersytecie w Tartu, a od 1965 pracował w nim na Wydziale Chemii. Tego samego roku wstąpił do KPZR. W 1972 uzyskał stopień kandydata nauk. W latach 1975–1976 przebywał na stażu naukowym w Paryżu, co przyczyniło się do jego zmiany poglądów politycznych – w maju 1978 wystąpił z partii. W lipcu 1979 został usunięty z uniwersytetu, miesiąc później wraz z grupą 45 Litwinów, Łotyszy i Estończyków podpisał Apel Bałtycki, w którym żądano uznania paktu Ribbentrop-Mołotow za nieważny od samego początku. Bezskutecznie prosił o zgodę na emigrację z kraju. Podpisał list otwarty do Breżniewa potępiający radziecką interwencję w Afganistanie, protestował też przeciwko Andrieja Sacharowa do Gorkiego. Działalność ta przyczyniła się do jego aresztowania w lutym 1980 i poddania go „leczeniu” psychiatrycznemu. W styczniu 1981 został skazany na 2 lata łagru. Zmarł dwa miesiące później, w drodze na Syberię. 